# فادی غصن
فادی غصن (عربی: فادي محمد غصن؛ زادهٔ ۱۵ مهٔ ۱۹۷۹) بازیکن فوتبال اهل لبنان بود.
از باشگاه‌هایی که در آن بازی کرده‌است می‌توان به باشگاه فوتبال الانصار لبنان اشاره کرد.
وی همچنین در تیم‌های ملی فوتبال زیر ۲۳ سال لبنان و لبنان بازی کرده‌است.